# Centre d'Art Santa Mònica
Centre d'Art Santa Mònica (CASM;  Arts Santa Monica) is een museum in Barcelona voor tijdelijke exposities, met voornamelijk als onderwerp toegepaste kunsten (architectuur, videokunst, fotografie, beeldhouwkunst). Het museum, geopend in 1988, is gevestigd in een renaissanceklooster uit 1626.
Het museum is gelegen in de Carrer de Santa Mònica 7.